# Sabatia angularis
Sabatia angularis là một loài thực vật có hoa trong họ Long đởm. Loài này được (L.) Pursh miêu tả khoa học đầu tiên năm 1814.